# Ramon de Sentmenat i de Lanuza
Ramon de Sentmenat i de Lanuza (Barcelona, 1596-1663) va ser un eclesiàstic i noble català, membre del llinatge dels Sentmenat, va ser bisbe de Vic (1640-1655), d'on va ser desterrat durant la Guerra dels Segadors, i de Barcelona (1655-1663), realitzant una intensa tasca pastoral per reparar els efectes que havia causat el conflicte.
De família noble, era fill de Galceran de Sentmenat, baró de Dosrius i de Canyamars, i d'Anna de Lanuza i de Grimau. Doctorat en Drets, va ser canonge, ardiaca major de la catedral de Barcelona i vicari general de la diòcesi. El 1639 es preconitzat al bisbat de Vic, del qual pren possessió l'any següent. Val a dir que va ser conseller del rei, i com a membre de la jerarquia eclesiàstica va participar en diverses sessions de corts, el 1626 i el 1640, en la darrera com a president del braç eclesiàstic.
Durant la Guerra dels Segadors va tenir mantenir-se expectant davant la revolta i la presència francesa a Catalunya. Va ser un dels bisbes que no va ser expulsat immediatament de la diòcesi, a diferència dels de Barcelona i de Girona, perquè era d'origen català. Tanmateix, com finalment no va jurar fidelitat al rei de França, el 30 d'abril de 1646 va ser desterrat. Amb això, les rendes que obtenia del càrrec van ser confiscades i es va intentar nomenar un nou bisbe. A més, el bisbat va ser saquejat pels soldats francesos, cosa que va provocar que el vicari general, d'acord amb el bisbe Sentmenat, els excomuniqués de manera solemne.
El 1653 va ser president del braç eclesiàstic al Parlament de Barcelona, l'any següent preconitzat al bisbat de Barcelona, càrrec del qual va prendre possessió el 1655. Acabada la guerra, Sentmenat va dur a terme una intensa activitat pastoral a fi de reparar els efectes que havia provocat el conflicte. Va ocupar el càrrec fins a la seva mort, succeïda a Barcelona el 1663.